# سيد والاس
سيد والاس (بالإنجليزية: Sid Wallace)‏ (30 مايو 1957 في المملكة المتحدة - ) هو لاعب كرة قدم بريطاني في مركز الهجوم. لعب مع ووترفورد يونايتد وكليفلاند كوبراز ‏ ودوري أيرلندا الحادي عشر ‏ وساوثرن كاليفورنيا لايزرز ‏ ويوتاه غولدن سبايكرز ‏.